# Cajicá
Cajicá é um município do departamento de Cundinamarca (Colômbia) localizado na Província de Sabana Centro, a 17 km ao norte de Bogotá. É o terceiro município mais povoado da província após Zipaquirá e Chía.  Limita pelo norte com o município de Zipaquirá; ao sul com o município de Chia; a oeste com o município de Tabio e a leste com o município de Sopó. Está localizado na estrada que leva de Bogotá a Zipaquirá. 
Encontra-se a uma altitude de 2.558 a 2.598 m. Tem uma temperatura média de 57.2 °F (14 °C.)
A área urbana tem uma extensão de 2,73 km² e está localizada no centro do município. A área rural, com uma extensão de 49,0 km², a área total é de 51,73 km² aprox. equivale a 0,21% do total departamental, concentrando 2,1% da população departamental. É composto por quatro veredas: Canelón, Calahorra, Chuntame e Río Grande, as cinco áreas povoadas do município são subdivididas em vinte e quatro setores.
É um dos municípios mais importantes da Província de Sabana Centro, possui aproximadamente 60.000 habitantes, o crescimento populacional é de 2,47%; ocorre por dois motivos: nascimentos e mortes ou migração, (imigração e emigração). No caso de Cajicá, o crescimento é vegetativo, mas tem alguma influência devido à migração, pois 15% da população com mais de 4 anos de idade, credita ter nascido em um lugar diferente de Cajicá. A mortalidade é de 1,27%. O movimento migratório é produzido pela atração que surge nos habitantes da cidade do ambiente rural e descontraído de Cajicá para viver. De acordo com cálculos do Departamento Administrativo Nacional de Estatística-(DANE), em 2010, a população municipal era de 51.100 habitantes, enquanto para o ano de 2011 foi calculado que atingiu 52.244 habitantes, gerando uma taxa de crescimento de 2,18% ao ano. A maioria de sua população concentra-se na faixa etária entre 20 e 29 anos de idade. A Figura 28 mostra a estrutura da população, de acordo com os indicadores apresentados pelo DANE. 
Cajicá é conhecida por seus tecidos de lana virgen de ovelha, que os artesãos apresentam à venda em forma de tapices e tapetes factos em chicotes e anudados a mão.

## Toponímia
«Cajicá», em muysc cubun (língua Muisca) significa «Cerca de Pedra», « de Pedra» ou «Fortaleza de Pedra», das palavras Muisca ca (Cercado ou Fortaleza)   e hyca (pedra ou rocha).  Porque na língua Muisca a letra "h" é lida como um "j" macio, a grafia de acordo com o muysc cubun é Cahyca, mas a pronúncia é "Cajicá".

## História
Cajicá era habitado por Muiscas do tronco linguístico  das Línguas chibchanas, Localizava-se na estrada de Tabio a Zipaquira, ao longo da  colina Busongote, mais ou menos perto de Las Manas.
Em 23 de março de 1537, os gerreros Güechas se encontraram com a vanguarda de Gonzalo Jiménez de Quesada, como resultado, houve múltiplas perdas humanas e pânico generalizado sobre a natureza desconhecida das armas de fogo para os Muiscas. Os cronistas mencionam a mudança de contas de vidro espanholas e elementos de nesta área.
Durante a visita em 1593. Ibarra relatou que havia 301 homens e 475 mulheres, para um total de 776. Desde os primeiros anos da conquista tinha igreja Doctrinera, a igreja era um barraco de bahareque, e em volta dela ficavam as fazendas que formavam a cidade.
Concluiu-se da visita que os índios não estavam povoados ao redor da igreja, mas se dispersaram por causa da falta de água. Por esta razão, a construção da igreja foi ordenada em 1598, por ordem do orador Miguel de Ibarra, e que conseguiu a consolidação da cidade indígena.
No ano seguinte à sua construção, surgiram sérios defeitos e foi necessário reavaliá-lo e projetar seu reparo. Sua deterioração foi aumentada por um tremor entre o final de janeiro e 2 de fevereiro de 1616. A reconstrução foi contratada por escritura em 26 de agosto do mesmo ano. Quando ele se levantou ele sofreu sérios danos devido a um tremor e foi necessário reconhecê-los para uma nova avaliação. A finalização da igreja ficou a cargo do padre Diego Rojas, cujas despesas foram pagas em 1634.
Na visita do oidor Gabriel de Carvajal, em 29 de setembro de 1638, foi feita a descrição de 688 índios.
Em 28 de Fevereiro de 1867, o arcebispo Antonio Sanz Lozano, em sua visita pastoral, ordenou a reconstrução da igreja, que estava em desuso desde o terremoto de 12 de julho de 1785.
A atual igreja foi construída no final do século XVI e terminada em 1930 sob a direção dos arquitetos Juan de la Cruz Guerra e Julio Atehortúa, com o pároco José del Carmen Castro. São patronos da paróquia de São Roque e da Imaculada Conceição.

## Clima
O clima em Cajicá é confortável e nublado, ao longo do ano, tem uma temperatura média de 57.2 °F(14 °C), a temperatura normalmente varia de 44°F (6,7 °C)  a 66 °F (18,9 °C) e raramente fica abaixo de 37 °F (2.8 °C) ou acima de 70 °F (21,1 °C).  As condições climáticas são irregulares devido aos fenômenos El Niño e La Niña que ocorrem no Oceano Pacífico e causam mudanças climáticas. No entanto, em geral, o clima é ameno e fresco durante todo o ano, e à noite é muito frio devido ao vento.

### Temperatura
A cidade possui Clima Temperado Marítimo (classificação climática de Köppen, Cfb) devido a sua altitude (afetado principalmente pela nebulosidade), que oscila entre os 4°F (6,7 °C)  e os 66 °F (18,9 °C), com uma temperatura média anual torno de  57.2 ° F (14 ° C). Apesar da média precipitação anual, a umidade relativa do ar é alta por estar numa região equatorial e por ali receber umidade vinda dos Ventos Alíseos, e esse clima se modifica em detrimento de sua extrema elevação sobre a cordilheira dos Andes, com temperaturas praticamente constantes ao longo do ano dando à Cajicá um ar primaveril. Sem verões tépidos e invernos super rigorosos.
Há estações secas e chuvosas durante todo o ano, as épocas mais secas são entre dezembro-março, e os meses com as maiores chuvas são abril, maio, setembro, outubro e novembro. Junho e julho são geralmente úmidos, mas agosto é ventoso e claro. O verão é agradável, o inverno é curto, fresco e chuvoso; E está nublado durante todo o ano. Ao longo do ano, as temperaturas variam tipicamente de 7 ° C (44,6 ° F) a 19 ° C (66,2 ° F) e raramente abaixo de 3 ° C (37,4 ° F) ou 21 ° C (69,8 ° F). Durante os meses chuvosos, a temperatura tende a ser mais estável com variações entre 9 e 20 ° C (48 e 68 ° F). Junho, julho e agosto são os meses que apresentam as maiores variações de temperatura. Saraiva é um fenômeno raro na cidade, sendo o clima fortemente influenciado pelos fenômenos da La Niña e El Niño.

A estação quente dura de 20 de dezembro a 28 de março por 3,2 meses e a temperatura média diária é superior a 19 ° C. A estação fria dura de 22 de junho a 30 de agosto por 2,3 meses com uma temperatura média diária abaixo de 18 ° C.